# Big Girls Don't Cry (canción de Fergie)
«Big Girls Don't Cry» (estilizado como «Big Girls Don't Cry (Personal)»)  es una canción interpretada por la cantante estadounidense Fergie. Fue lanzada como el cuarto sencillo del álbum debut de la cantante, The Dutchess, el día 8 de abril del 2007. La canción fue presentada en sus AOL Sessions y en American Idol. Luego la cantó en el concierto para la Princesa Diana y en el Live Earth. Este sencillo de Fergie es el mayor éxito de la cantante, esta en la lista como una de las canciones con mayor éxito de los últimos 10 años.
Según Nielsen SoundScan, hasta agosto de 2012, el tema había vendido 3 833 000 descargas en Estados Unidos.
Se utilizó en un episodio de Pretty Little Liars, "Father Knows Best".
La canción fue cantada por Rachel Berry (Lea Michele), Kurt Hummel (Chris Colfer) y Blaine Anderson (Darren Criss) en el episodio 19 Prom-asaurus la tercera temporada de Glee.
El tema fue comparado con la canción de 2021 «Todo de ti» de Rauw Alejandro, ya que posee una melodía similar pero a un ritmo más rápido.

## Video musical
El video musical comenzó a filmarse el día 30 de marzo de 2007, y se vio por primera vez en el programa TRL de la cadena de MTV el día 10 de mayo del mismo año. Su máxima posición en el programa fue #5 el 24 de mayo de 2007. El video se vio completo el 15 de mayo.
El video comienza con Fergie saliendo de su auto (un Mustang clásico del año 1969) y entra a un garaje dónde está su banda. Ella lleva una camisa roja y un sombrero. Después aparece cantando y despidiéndose de su novio que está durmiendo. Finalmente se marcha en el auto ya nombrado. El papel del novio fue interpretado por el actor Milo Ventimiglia.
El dicho video es muy distinto al estilo al que se nos ha acostumbrado a ver a la Duquesa. Por esto se pensaba que la canción no tendría tanto éxito como sus canciones anteriores pero el resultado de su 4 sencillo fue mucho mejor que todas las anteriores canciones llegando a ser su éxito con más relevancia hasta el momento llegando a vender más de 8 millones de copias vendidas.

## Lista de canciones
- Sencillo de descarga Estados Unidos y Reino Unido

1. «Big Girls Don't Cry» (Personal) (Remix) (featuring Sean Kingston) - 3:55

- sencillo en CD Reino Unido

1. «Big Girls Don't Cry» - 4:28
2. «Pedestal» - 3:23

- sencillo en CD Austrialia

1. «Big Girls Don't Cry» - 4:28
2. «Pedestal» - 3:22
3. «Finally» (Live) - 3:50
4. «Big Girls Don't Cry» (Music Video) - 5:08

## Posicionamiento en listas
| Listas (2007)                         | Mejor posición |
| ------------------------------------- | -------------- |
| Alemania (Offizielle Deutsche Charts) | 6              |
| Australia (ARIA)                      | 1              |
| Austria (Ö3 Austria Top 40)           | 1              |
| Bélgica (Flandes) (Ultratop 50)       | 6              |
| Bélgica (Valonia) (Ultratop 50)       | 10             |
| Canadá (Canadian Hot 100)             | 1              |
| Dinamarca (Tracklisten)               | 4              |
| Eslovaquia (Rádio Top 100)            | 1              |
| España (Los40 España)                 | 1              |
| Estados Unidos (Billboard Hot 100)    | 1              |
| Estados Unidos (Mainstream Top 40)    | 1              |
| Estados Unidos (Adult Top 40)         | 1              |
| Estados Unidos (Adult Contemporary)   | 1              |
| Finlandia (OFC)                       | 10             |
| Francia (SNEP)                        | 11             |
| Hungría (Rádiós Top 40)               | 9              |
| Irlanda (IRMA)                        | 1              |
| Nueva Zelanda (Recorded Music NZ)     | 1              |
| Noruega (VG-lista)                    | 1              |
| Países Bajos (Dutch Top 40)           | 3              |
| Polonia (Airplay Chart)               | 1              |
| Reino Unido (UK Singles Chart)        | 2              |
| Reino Unido (UK R&B Chart)            | 1              |
| República Checa (Rádio Top 100)       | 1              |
| Suecia (Sverigetopplistan)            | 1              |
| Suiza (Schweizer Hitparade)           | 3              |
| Venezuela (Record Report)             | 1              |

## Historial de lanzamientos
| País           | Fecha                | Formato                 |
| -------------- | -------------------- | ----------------------- |
| Estados Unidos | 22 de mayo de 2007   | Top 40/Mainstream radio |
| Mundial        | 6 de julio de 2007   | Digital EP              |
| Alemania       | 6 de julio de 2007   | sencillo en CD          |
| Reino Unido    | 9 de julio de 2007   | sencillo en CD          |
| Francia        | 8 de octubre de 2007 | sencillo en CD          |